# Straat Sarangani
De Straat Sarangani is een zeestraat in de Filipijnen. Deze straat scheidt de eilanden Balut en Sarangani van het op een na grootste Filipijnse eiland Mindanao. De straat is ruim 11 kilometer breed en vormt een verbinding tussen de Celebeszee in het westen en de Filipijnenzee in het oosten.